# Casa consistorial de Tomares
La Casa consistorial de Tomares es un edificio público que alberga la sede del ayuntamiento y se encuentra ubicado en la calle de la Fuente de la población de Tomares (Sevilla) y pertenecía a la antigua hacienda de Santa Ana del siglo XVIII, rehabilitada por el arquitecto Guillermo Vázquez Consuegra en el año 2004.

## Las Haciendas de Olivar
Las Haciendas de Olivar, sucesoras en el tiempo de las alquerías musulmanas y de las explotaciones agrícolas romanas, constituyen construcciones rurales de gran interés arquitectónico del Bajo Guadalquivir. Esta tipología integra en un mismo recinto dos ámbitos diferenciados: el señorío -con un extenso jardín- y la casa de labor, ambos con sus respectivos patios. 
Constituyen un conjunto arquitectónico en el que se integran actividades tan diversas como la residencia señorial, la industria de la transformación de la aceituna y otras funciones agrícolas y ganaderas; un conjunto en el que cada actividad corresponde su propio espacio que se articula armónicamente, presentando diferentes soluciones formales que definen los usos y su jerarquía.
Son, pues tres unidades las que determinan la tipología que sirve de apoyo al sistema constructivo y formal de las haciendas: la almazara o industria de transformación de la aceituna, las dependencias destinadas a las labores agrícolas y las dedicadas a residencia y relaciones sociales.
El ordenamiento espacial y funcional de las haciendas se articula alrededor de uno o varios patios. El número de patios depende de la extensión del caserío y de la complejidad de las funciones que en él se realizarán, pero el esquema más característico es el que se organiza alrededor de dos patios: el del señorío y el de labor.
El patio de labor abre la portada al campo y está rodeado por las construcciones dedicadas a la ganadería, a las actividades agrícolas más molestas y al albergue de los trabajadores.
En el patio del señorío se realizan las labores industriales y de almacenamiento. El señorío que se utilizaba como vivienda familiar del propietario en verano y en época de recolección, se ubica en el ala de mejor orientación y de más fácil acceso, destacando su portada así como la torre mirador.

## Hacienda de Santa Ana
Situada en la calle de la Fuente, es el edificio de mayor interés arquitectónico y patrimonial que tiene Tomares. Sede oficial del Ayuntamiento, es el lugar donde se concentra la vida social y cultural del municipio.
Mandada a construir por el Conde-Duque de Olivares, presentaba la estructura típica de hacienda del siglo XVIII, con dos áreas diferenciadas: la destinada a la manufactura del aceite y otra residencial de señorío que se completa con un magnífico jardín.

### Rehabilitación
La hacienda de Santa Ana data del siglo XVIII, ha sido rehabilitada y ampliada para albergar las dependencias del actual ayuntamiento sevillano de Tomares, por el arquitecto sevillano Guillermo Vázquez Consuegra. La cuidadosa rehabilitación se ha llevado a cabo estableciendo un puente desde lo nuevo hacia lo antiguo con naturalidad, utilizando un lenguaje moderno en sintonía con los espacios preexistentes. 
Como punto de partida de una intervención que pone en valor la estructura de patios ya existentes y la amplia a la obra nueva, se demolieron añadidos que carecían de valor patrimonial y se transformó el jardín de la hacienda en parque. De las antiguas edificaciones se han conservado los entramados de madera y las cubiertas inclinadas de teja árabe, y se ha optado por un acabado en color blanco para las nuevas. El área del señorío, con fachada barroca a la plaza del ayuntamiento (el arco rebajado bajo el balcón se mantiene como acceso principal), resuelve las funciones más públicas, reforzada por la presencia de dos patios. El primero de ellos, presidido por un gran ficus, actúa como vestíbulo al aire libre, dando acceso a la sala de atención al ciudadano. El segundo, al que se llega desde el primero atravesando la base de la torre, es el patio del señorío propiamente dicho: delimitado por una arquería de medio punto sobre pilares de mármol al lado norte y por un muro almenado al sur. Aloja en torno suyo despachos y la sala de reuniones. Este conecta en planta alta con la que fuera casa del guarda, al otro lado de la entrada del apeadero, en la que ahora se sitúan las oficinas de la policía local.
La zona de trabajo se organiza también en torno a dos patios, ambos con mayor dimensión y con acceso desde el jardín. El primero de ellos se cierra en el costado norte con un edificio de nueva planta que, a caballo entre las dos áreas del ayuntamiento aloja el salón de plenos municipales. El último patio, con una plantación de limoneros, precede al también nuevo edificio de la alcaldía, al fondo de la parcela, de la que emerge una pieza en forma de T para completar la fachada norte, telón de fondo del jardín. En el centro del conjunto, el viejo almacén se ha rehabilitado como sala de usos múltiples. Para ello se ha creado a través de él un paso independiente que conecta los dos patios mayores y se ha levantado en su cubierta un lucernario longitudinal: su presencia libera los muros de ventanas y favorece la adaptación de la sala para cualquier montaje.
En esta rehabilitación de la Hacienda Santa Ana, el jardín cobra un especial protagonismo. Tanto, que este gran espacio verde se convierte en el vestíbulo del Ayuntamiento. En su perímetro de muros encalados existen varias entradas donde los tomareños pueden acceder al Consistorio atravesando un vergel de palmeras canadienses, cipreses, pinos, algarrobos, etc.

### Planos

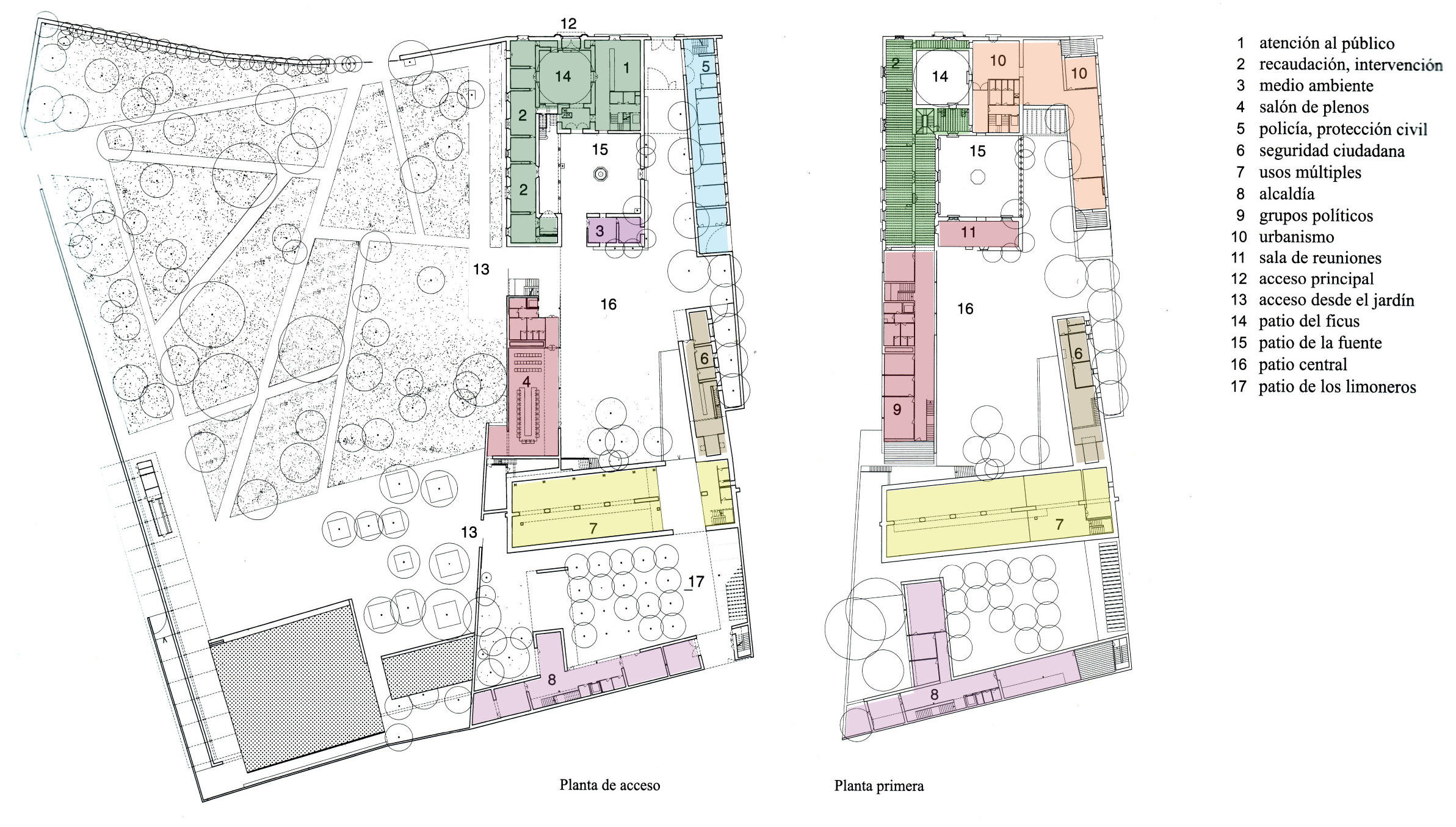
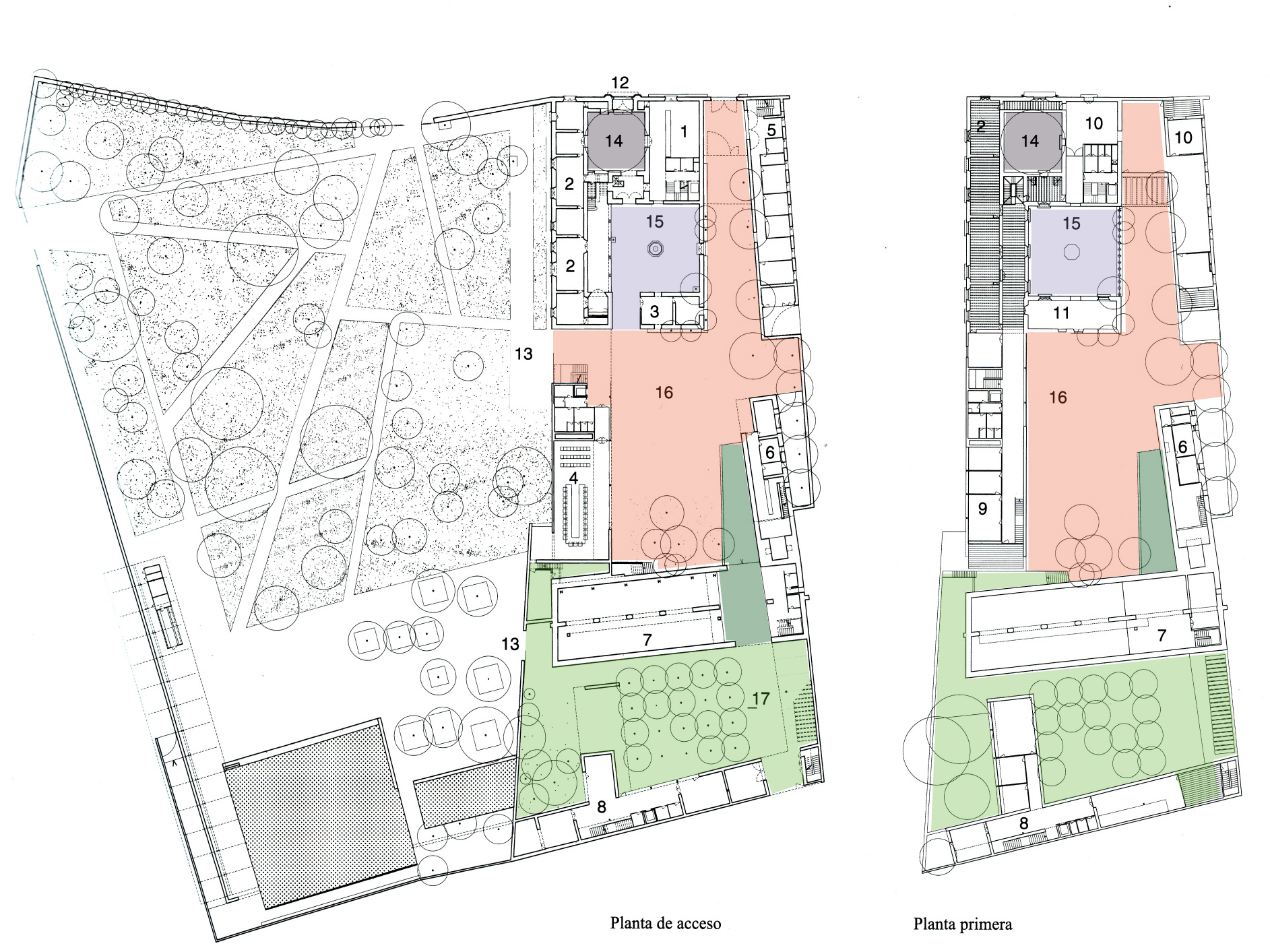
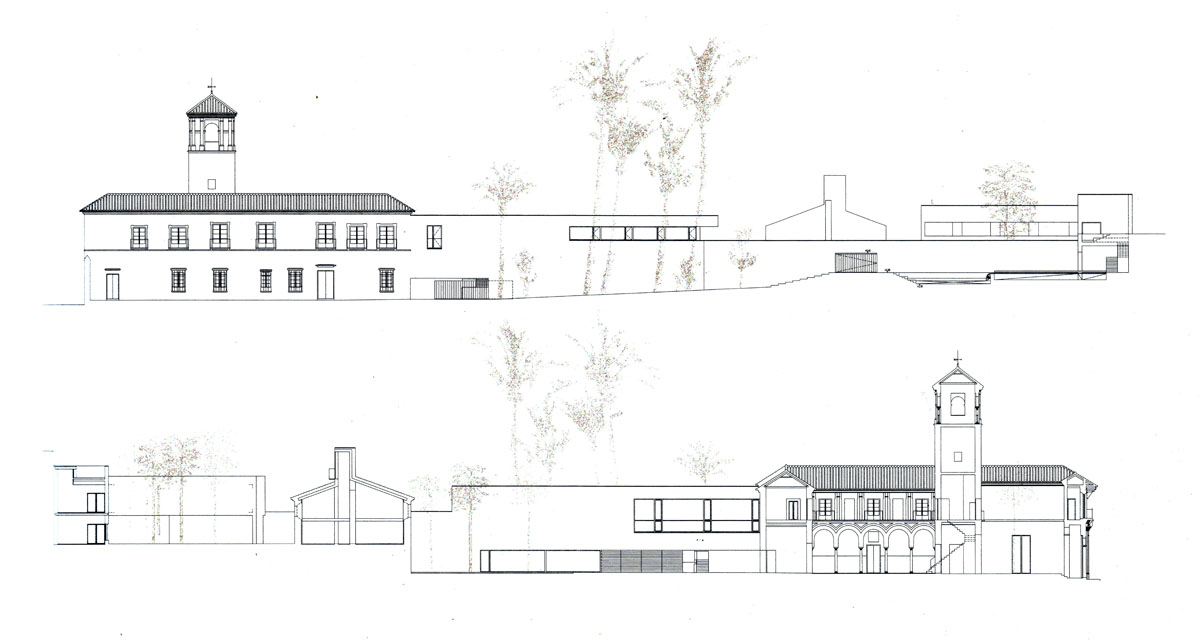

### Descripción de la obra

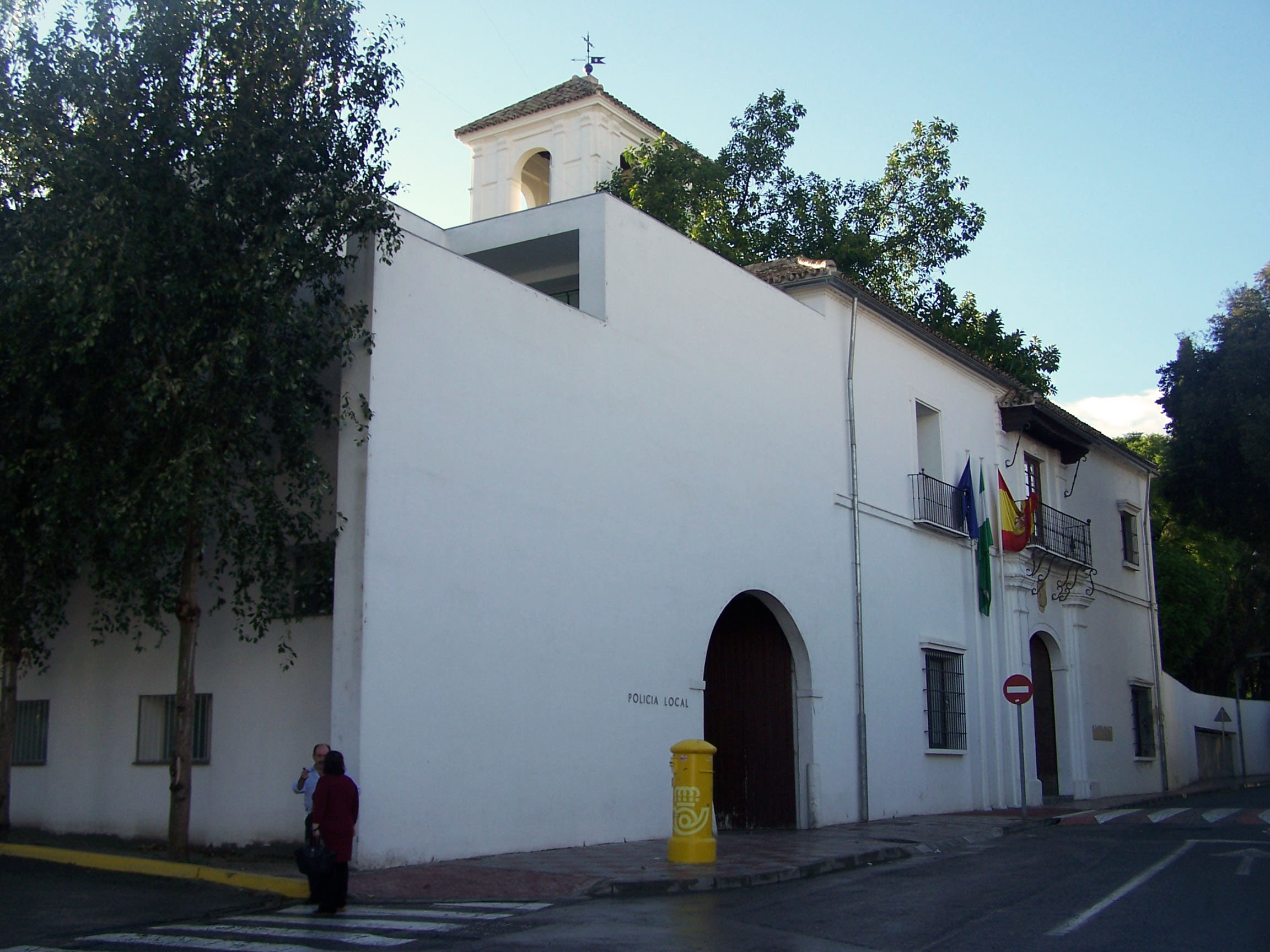
Vista del edificio rehabilitado.

La zona de jardines se subdivide en otras dos zonas, una más orgánica que se organiza a partir de unas trazas rectas sobre un paisaje natural donde prima la vegetación y la otra más regulada, con un pavimento de ladrillo que es dominada por unas láminas de agua que la ordenan y definen.
En la zona edificada se distingue claramente entre lo nuevo y lo antiguo, pero sin embargo las nuevas intervenciones no desentonan con su entorno inmediato produciéndose una transición de forma natural. 
En el proyecto se ha querido mantener y poner en valor la estructura de patios existentes y las transiciones entre ellos de manera que se puede atravesar todo el edificio de forma sinuosa, caminando de patio a patio sin entrar en ninguna de los cuerpos edificatorios. Estos patios son de distinto tamaño y carácter, desde muy pequeños y cerrados hasta altamente difusos, donde no se aprecia un límite claro entre este y los espacios adyacentes.
Se conservan dos partes claramente diferenciadas del resto de la antigua hacienda Santa Ana, la zona principal (el área del señorío) que conserva su carácter de edificio del siglo XVIII y un edificio de carácter secundario, que era usado como almacén y que se ha convertido en la actual sala de usos múltiples.	 
A la intervención se añaden tres cuerpos nuevos, uno que funciona de nexo de unión entre los dos conservados y que concentra las salas de los grupos políticos y el salón de plenos, otro que ocupa el lugar de la vivienda de la antigua casa del guarda (actualmente dependencias de la policía local) y por último un nuevo cuerpo que se añade al fondo de la parcela que albergará las zonas para la alcaldía.
En todo el conjunto se aprecia la intencionalidad compositiva de los volúmenes, el cuidado en las transiciones de los espacios y el interés en la resolución de los detalles constructivos.
El edificio resuelve la topografía mediante rampas que conectan sus patios y que ya existían en el edificio original.